# Dawit Targamadse
Dawit Targamadse (georgisch დავით თარგამაძე; * 22. August 1989 in Tiflis; englische Transkription David Targamadze) ist ein georgischer ehemaliger Fußballspieler. Sein älterer Bruder ist der einst nur sporadisch im Profifußball eingesetzte Irakli Targamadse (* 1975).

## Vereinskarriere
Targamadse kam 2006 auf Empfehlung von Aleksandre Iaschwili vom georgischen Klub Meschakre Agara in die Jugend des SC Freiburg und gewann 2008 mit der A-Jugend die Deutsche Meisterschaft. Der technisch beschlagene Mittelfeldakteur erhielt im Anschluss einen Profivertrag, war aber bis Ende September nicht spielberechtigt. Zu seinem ersten Profieinsatz kam er am 28. September im Auswärtsspiel gegen Alemannia Aachen. Nach sechs Einsätzen in der Zweitligasaison 2008/09 kam er in der Bundesligasaison 2009/10 nur noch zweimal zum Zug und erhielt am Saisonende keinen neuen Vertrag. Für seine Entwicklung hinderlich war der Umstand, dass er als „Nicht-EU-Ausländer“ keine Spielberechtigung für die in der Regionalliga spielende Zweitmannschaft des SC Freiburg erhielt.
Seit Oktober 2010 steht er beim ukrainischen Zweitligisten PFK Oleksandrija unter Vertrag und stieg mit dem Klub 2011 in die erste ukrainische Liga auf. Bei PFK Oleksandrija war er sofort ein unverzichtbarer Stammspieler. Insgesamt erzielte er in 35 Ligaspielen 12 Tore (5 Vorlagen). Aufgrund dieser starken Leistungen wurde er in der Winterpause 2011/12 vom Spitzenklub Schachtar Donezk verpflichtet. Jedoch wurde er direkt an den Ligakonkurrenten Illitschiwez Mariupol ausgeliehen, um Spielpraxis zu sammeln. Dort spielte er auch in der Saison 2012/13, und in der laufenden Saison 2013/14.

## Nationalmannschaftskarriere
Am 10. August 2011 debütierte er unter Temur Kezbaia in der Nationalmannschaft seines Heimatlandes, als er bei der 0:1-Niederlage im Freundschaftsspiel gegen Polen bis zur 50. Spielminute im Einsatz war und danach, bereits mit einer gelben Karte verwarnt, durch den langjährigen Frankreich-Legionär Aleksandre Guruli ersetzt wurde. Danach kam er noch zu drei Einsätzen in der EM-Qualifikation. Im letzten Gruppenspiel gegen Griechenland erzielte er in der 19. Minute durch einen direkt verwandelten Freistoß sein erstes Länderspieltor.